# 愛媛県道179号湯山北条線
愛媛県道179号湯山北条線（えひめけんどう179ごう ゆやまほうじょうせん）は、愛媛県松山市湯山柳から松山市下難波に至る一般県道である。松山市粟井河原（粟井川橋交差点）～松山市下灘波（下灘波交差点）間は、かつて国道196号の一部区間であった。

## 概要

### 路線データ
- 総延長：10.6 km
- 起点：松山市湯山柳（国道317号交点）
- 終点：松山市下灘波（下灘波交差点）

## 歴史
- 1958年（昭和33年）6月27日 - 愛媛県告示第566号により、本路線を整理番号68番として県道に認定される[1]。
- 1972年（昭和47年）3月16日 - 愛媛県が愛媛県道179号湯山北条線として認定。
- 2002年（平成14年）12月13日 - 国道196号松山北条バイパスの本線化移管に伴い、国道196号のうち松山市平田町～松山市下灘波間が愛媛県に移管され、今まで重複区間であった松山市粟井河原～松山市下灘波間が本路線の単独区間となる（松山市平田町～松山市粟井河原間は、新規に愛媛県道347号平田北条線として愛媛県に県道として路線認定を受ける）[2]。

### 重複区間
- 愛媛県道20号松山北条線
  - 松山市菅沢～松山市粟井河原（国道196号交点）
- 愛媛県道347号平田北条線
  - 松山市粟井河原（国道196号交点）～松山市粟井河原（粟井川橋交差点）

## 地理

### 通過する自治体
- 松山市

### 交差する道路
- 国道196号
- 国道317号
- 愛媛県道20号松山北条線
- 愛媛県道199号北条港線
- 愛媛県道200号鹿島公園線
- 愛媛県道201号伊予北条停車場線
- 愛媛県道203号粟井停車場線
- 愛媛県道204号長井方堀江線
- 愛媛県道347号平田北条線

### 沿線にある施設など
- 石手川ダム
- 松山市立五明幼稚園
- 松山市立五明小学校
- 牧病院
- 松山市立粟井小学校
- 北条病院
- 北条体育館